# Чивчини
Чивчи́нські гори (інша назва — Чивчи́ни) — гірський масив у південно-східній частині Українських Карпат, у межах Верховинського району Івано-Франківської області. 
Гори розташовані в північно-східній частині Мармароського масиву. На північному заході межують з Гуцульськими Альпами. На сході межують з Гринявськими горами, від яких відділені долиною річки Чорний Черемош. 
Масив становить виразний хребет, що простягається на близько 40 км з північного заходу на південний схід — від гори Стіг до гори Гнатася, між долинами річок Чорний Черемош (на північному сході) і Васер та Рускова (на південному заході). Від головного хребта відходять порівняно короткі бічні хребти (наприклад Ротундул). Найвища вершина масиву — базальтова гора Чивчин (1769 м). 
Чивчинські гори складаються з кристалічних лупаків (сланців), гнейсів, мармуру та пісковиків. На узбіччях гір подекуди виступають вапнякові скелі. Переважають скелясті, іноді льодовикові, форми рельєфу. Північні схили досить розчленовані долинами приток Чорного Черемошу та верхів'їв Білого Черемошу. У горах є майже незаймані ліси (до 1300 м — букові, до 1550 м — ялинові), добре зберігся пояс криволісся, менш виражені субальпійські луки. Верхню межу лісу (ВМЛ) у Чивчинських горах утворюють природний територіальний комплекс зі смерековими деревостанами, тут вона проходить у середньому на висотах 1450—1550 м. Ландшафтна (термічна) ВМЛ у Чивчинських горах у межах висот 1600—1680 м збереглась лише на окремих важкодоступних для випасаннях вершинах Гнатасі (1680 м), Комані (1670 м),  Палениці (1650 м). У центральній і північно-західній частині ландшафту вона знижена до 1250—1300 м, на місці корінних смеречин поширені вторинні луки. Деревостани у ПТК в зоні термічної межі лісу мають низький бонітет. Смуга рідколісних ПТК досягає ширини 100—200 м. Дерева поступово переходять з високостовбурних зімкнутих до кущоподібних форм, добре виражена прапороподібність крон.
Вершинами головного хребта масиву проходить українсько-румунський кордон. 

## Вершини
Вздовж головного хребта, з північного заходу на південний схід.
- Стіг (1653 м)
- Регеска (1569.6 м)
- Копилаш (1599 м)
- Керничний (1588.8 м)
- Фуратик (1525.7 м)
- Ледескуль (1585 м)
- Будичевська Велика (1677.9 м)
- Чивчин (1769 м)
- Сулігуль (1687.9 м)
- Попадя (1526 м)
- Рижоватий (1641 м)
- Лостун (1654 м)
- Малий Лостун (1594.7 м)
- Пір'є (1590 м)
- Ротундул (1568.5 м)
- Пуруль (1616.8 м)
- Коман (1723.6 м)
- Команова (1734 м)
- Палениця (1750 м)
- Гнатася (1769 м)